# Жуайоз

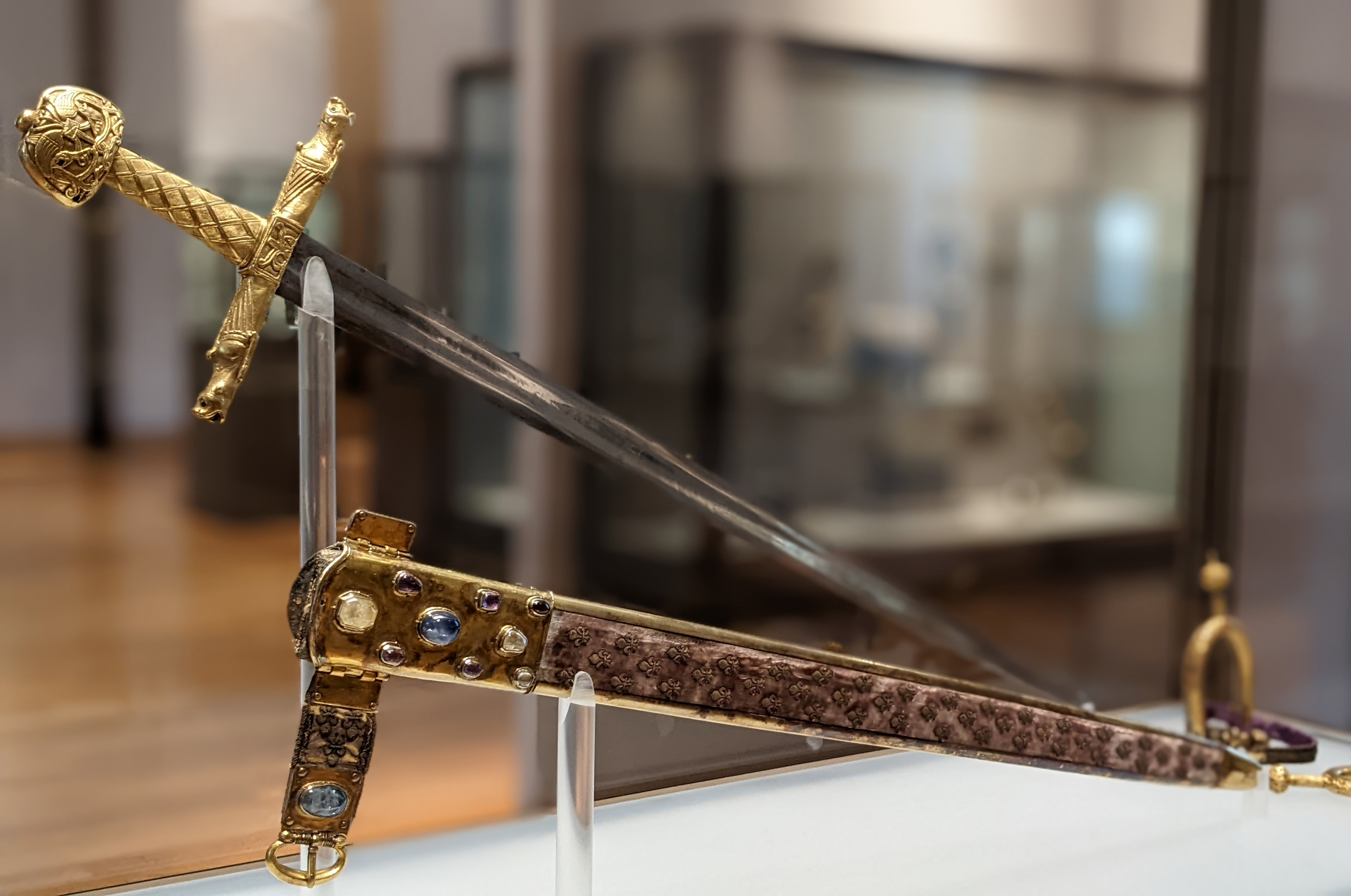
Жуайоз в Луврі

Жуайо́з (фр. Joyeuse, «Радісний») — європейський середньовічний меч. Традиційно вважається мечем франкського короля Карла Великого, що, однак, заперечується дослідниками. Згадується в «Пісні про Роланда». Даються по-різному — від ІХ до ХІІІ століття. Меч композитний: клинок і руків'я виготовлені в Х—ХІ століттях, гарда-перехрестя — ХІІ столітті, піхви — ХІІІ столтітті, прикраси — XIV ст. За класифікацією Оукшотта належить до середньовічних мечів типу XII. Був клейнодом і реліквією французьких королів, що використовувався під час коронації. Щонайменше з 1505 року зберігався у абатстві Сен-Дені. Вперше використовувався на коронації Філіппа ІІІ 1270 року; востаннє — 1824 року, на коронації Карла Х. З 1793 року, після Французької революції, перенесений на зберігання до Лувра. В популярній літературі — меч Карла Великого.